# Elaphoglossum praetrepidans
Elaphoglossum praetrepidans är en träjonväxtart som beskrevs av M. Kessler. Elaphoglossum praetrepidans ingår i släktet Elaphoglossum och familjen Dryopteridaceae. Inga underarter finns listade.